# David A. Sinclair

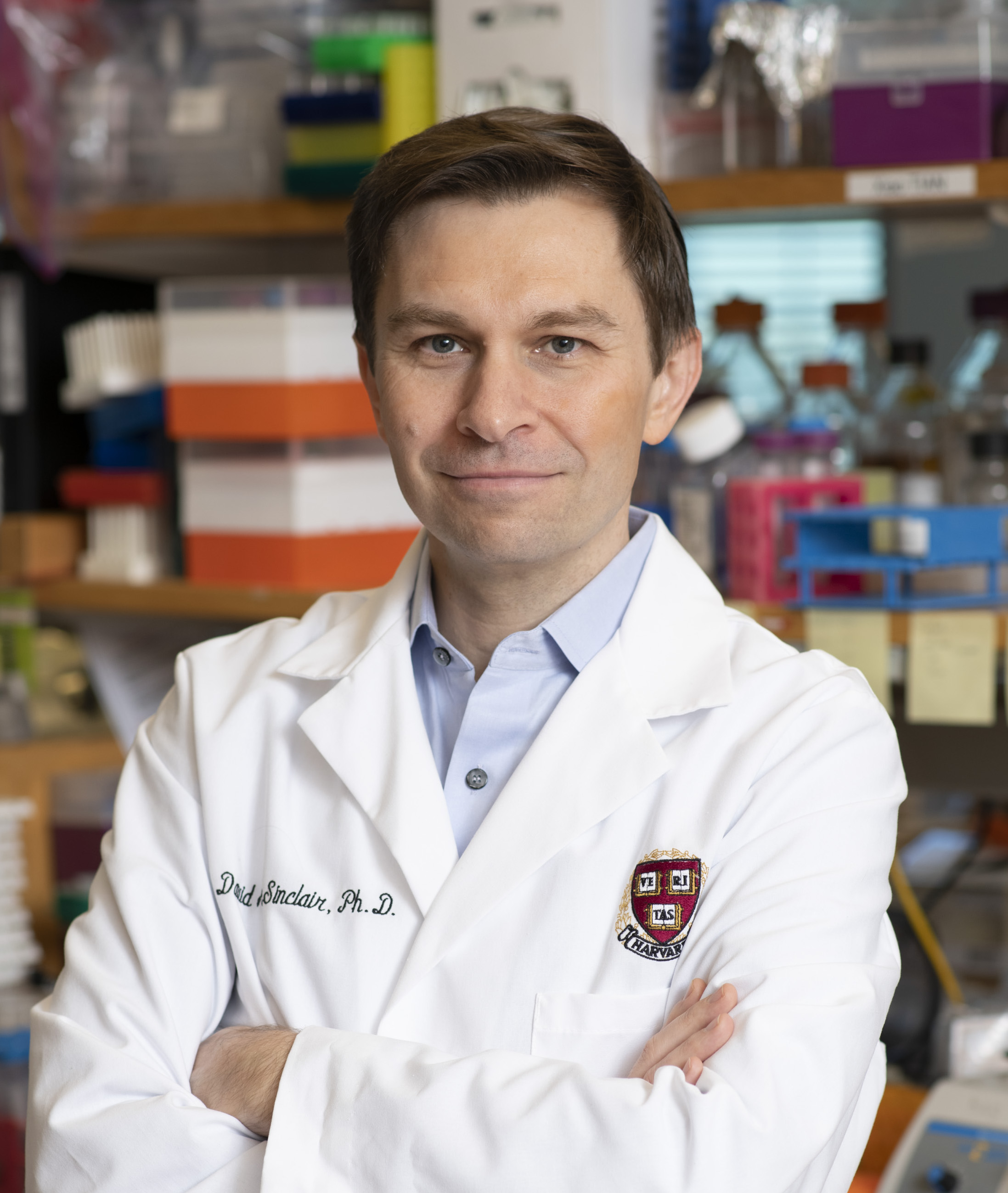
David Sinclair (2020)

David Andrew Sinclair AO (* 26. Juni 1969 in Sydney, Australien) ist ein australischer Biologe und Professor für Genetik, der sich auf die Erforschung von Alterungsprozessen spezialisiert hat.

## Leben
Sinclair besuchte die St. Ives High School in Sydney. Er promovierte an der Universität von New South Wales (UNSW) in Biochemie und Molekulargenetik. Er ist seit 2005 Direktor der Paul-F.-Glenn-Laboratorien zur Aufklärung der biologischen Mechanismen des Alterns an der Harvard Medical School (HMS) in Cambridge. Er ist Professor im Lowy Cancer Center im Fachbereich Pharmakologie an der UNSW und seit 1999 ordentlicher Professor im Fachbereich Genetik an der HMS.
Sinclair war verheiratet und hat drei Kinder. Im Januar 2022 gab er die einvernehmliche Scheidung bekannt.

## Arbeit
Sein Forschungsschwerpunkt liegt in dem Bereich der Epigenetik. Sinclair beschäftigt sich mit dem Koenzym Nicotinamidadenindinukleotid (NAD). Als vielseitigen Informationstransport-Mechanismus versetzt es Protonen und Elektronen innerhalb der Zelle von einem Ort zum anderen. Durch die Erhöhung des NAD wird der Energiestoffwechsel verbessert. Sinclair vermutet, dass die Menge an NAD eine wichtige Rolle beim Altern spielt. Außerdem schreibt er dem in Rotwein vorkommenden Inhaltsstoff Resveratrol eine wichtige Rolle in der Bekämpfung des Alterungsprozesses zu. Seine Aussagen und Forschungen zu der Frage, ob der Stoff sich tatsächlich positiv auf den Alterungsprozess auswirken kann, sind allerdings umstritten.

## Vorträge
Auf der TEDxSydney hielt er im Jahr 2008 den Vortrag A Cure for Ageing? und im Oktober 2009 auf der TEDMED den Vortrag Can a pill a day help keep aging away?.

## Bücher
- Das Ende des Alterns. Die revolutionäre Medizin von morgen. Zusammen mit Matthew D. LaPlante. Übersetzt von Sebastian Vogel. DuMont Buchverlag, Köln 2019, ISBN 978-3-8321-8104-8.

## Auszeichnungen
- 1995: The Australian Commonwealth Prize[7]
- Nathan Shock Award
- MERIT Award von der National Institutes of Health
- Merck Prize[8]
- 2004: Genzyme Outstanding Achievement in Biomedical Science Award
- 2006: Bio-Innovator Award[9]
- 2006: Bright Sparks Award für Top-Wissenschaftler unter 45 Jahre vom Cosmos Magazin[10]

## Firmen
Sinclair gründete fünf Biotechnologie-Firmen: Zur Bekämpfung von Krankheiten (Sirtris, NASDAQ: SIRT), Fortpflanzungsmedizin (OvaScience, NASDAQ: OVAS), zur Bekämpfung von Typ-2-Diabetes (Cohbar), Entwicklung von Impfstoffen gegen Malaria, Chlamydien-Infektion, Tuberkulose, Bluthochdruck und Krebs (Genocea), und gegen Alterung (MetroBiotech).
Im Jahr 2008 hat Sinclair seine Firma Sirtris Pharmaceuticals für 720 Millionen US-Dollar an den Pharmakonzern GlaxoSmithKline verkauft.

## Trivia
Die Forschung Sinclairs wurde in dem Dokumentarfilm „To Age or Not to Age“ (2010) thematisiert.